# Завидово (Рязанская область)
Зави́дово — село в Чучковском районе Рязанской области России, административный центр Завидовского сельского поселения.

## Географическое положение
Село расположено в 9 км на запад от райцентра посёлка Чучково.

## История
В XIX — начале XX века сельцо Завидово входило в состав Чучковской волости Сапожковского уезда Рязанской губернии. В 1906 году в селе было 158 дворов.
С 1929 года село являлось центром Завидовского сельсовета Чучковского района Рязанского округа Московской области, с 1937 года — в составе Рязанской области, с 2005 года — центр Завидовского сельского поселения.

## Население
| 1859 | 1897  | 1906  | 1981 | 2010 |
| ---- | ----- | ----- | ---- | ---- |
| 845  | ↗1035 | ↗1210 | ↘340 | ↘242 |

## Инфраструктура
В селе имеются фельдшерско-акушерский пункт, отделение почтовой связи.